# Gigny-sur-Saône
Gigny-sur-Saône és un municipi francès, situat al departament de Saona i Loira i a la regió de Borgonya - Franc Comtat. L'any 2007 tenia 519 habitants.

## Demografia

### Població
El 2007 la població de fet de Gigny-sur-Saône era de 519 persones. Hi havia 200 famílies, de les quals 52 eren unipersonals (24 homes vivint sols i 28 dones vivint soles), 64 parelles sense fills, 76 parelles amb fills i 8 famílies monoparentals amb fills.
La població ha evolucionat segons el següent gràfic:
Habitants censats

### Habitatges
El 2007 hi havia 308 habitatges, 210 eren l'habitatge principal de la família, 81 eren segones residències i 17 estaven desocupats. 290 eren cases i 17 eren apartaments. Dels 210 habitatges principals, 177 estaven ocupats pels seus propietaris, 28 estaven llogats i ocupats pels llogaters i 5 estaven cedits a títol gratuït; 8 tenien dues cambres, 29 en tenien tres, 63 en tenien quatre i 110 en tenien cinc o més. 178 habitatges disposaven pel capbaix d'una plaça de pàrquing. A 82 habitatges hi havia un automòbil i a 110 n'hi havia dos o més.

### Piràmide de població
La piràmide de població per edats i sexe el 2009 era:
| Homes | Edats   | Dones |
| ----- | ------- | ----- |
| 0     | 95 o +  | 0     |
| 0     | 90 a 94 | 0     |
| 4     | 85 a 89 | 16    |
| 4     | 80 a 84 | 4     |
| 8     | 75 a 79 | 8     |
| 12    | 70 a 74 | 20    |
| 16    | 65 a 69 | 12    |
| 16    | 60 a 64 | 16    |
| 4     | 55 a 59 | 0     |
| 12    | 50 a 54 | 8     |
| 20    | 45 a 49 | 20    |
| 24    | 40 a 44 | 16    |
| 20    | 35 a 39 | 16    |
| 8     | 30 a 34 | 12    |
| 24    | 25 a 29 | 24    |
| 12    | 20 a 24 | 12    |
| 20    | 15 a 19 | 21    |
| 36    | 10 a 14 | 16    |
| 16    | 5 a 9   | 0     |
| 16    | 0 a 4   | 24    |

## Economia
El 2007 la població en edat de treballar era de 333 persones, 246 eren actives i 87 eren inactives. De les 246 persones actives 233 estaven ocupades (129 homes i 104 dones) i 13 estaven aturades (4 homes i 9 dones). De les 87 persones inactives 37 estaven jubilades, 32 estaven estudiant i 18 estaven classificades com a «altres inactius».

### Ingressos
El 2009 a Gigny-sur-Saône hi havia 211 unitats fiscals que integraven 511,5 persones, la mediana anual d'ingressos fiscals per persona era de 17.393 €.

### Activitats econòmiques
Dels 16 establiments que hi havia el 2007, 4 eren d'empreses de construcció, 1 d'una empresa de comerç i reparació d'automòbils, 2 d'empreses de transport, 3 d'empreses d'hostatgeria i restauració, 2 d'empreses immobiliàries, 3 d'empreses de serveis i 1 d'una empresa classificada com a «altres activitats de serveis».
Dels 5 establiments de servei als particulars que hi havia el 2009, 1 era una fusteria, 1 lampisteria, 1 electricista, 1 perruqueria i 1 restaurant.
L'únic establiment comercial que hi havia el 2009 era una botiga de menys de 120 m².
L'any 2000 a Gigny-sur-Saône hi havia 7 explotacions agrícoles.

## Equipaments sanitaris i escolars
El 2009 hi havia una escola elemental integrada dins d'un grup escolar amb les comunes properes formant una escola dispersa.

## Poblacions més properes
El següent diagrama mostra les poblacions més properes.